# Gonocarpus mezianus
Gonocarpus mezianus är en slingeväxtart som först beskrevs av Anton Karl Schindler, och fick sitt nu gällande namn av Anthony Edward Orchard. Gonocarpus mezianus ingår i släktet Gonocarpus och familjen slingeväxter. Inga underarter finns listade i Catalogue of Life.